# Milliarium Aureum
Milliarium Aureum (Золотой мильный камень) — некогда колонна из позолоченной бронзы на римском форуме, древнеримский аналог нулевого километра.
Колонна была возведена по приказу императора Августа в 20 году до н. э. Прежде на колонне были отмечены названия столиц провинций Римской империи и расстояния от Рима до них. От камня начинались все основные дороги империи. До наших дней сохранились части основания колонны.